# أونج لبشا
أونج لبشا (بالإنجليزية: Ong Lepcha)‏ هو لاعب كرة قدم هندي في مركز الهجوم، ولد في 14 أبريل 1988 في Upper Dzongu Forest Block ‏ في الهند. شارك مع منتخب الهند تحت 17 سنة لكرة القدم ومنتخب الهند تحت 20 سنة لكرة القدم. أما مع النوادي، فقد لعب مع نادي تشرتشل براذرز ونادي طيران الهند.